# حنقلان بلوسوي
حنقلان بلوسوي (الاسم العلمي:Euryops bolusii) هو نوع من النباتات يتبع جنس الحنقلان من الفصيلة النجمية.